# The Cure (píseň, Lady Gaga)
„The Cure“ je píseň Lady Gaga z roku 2017, která byla poprvé představena jako samostatný single na Coachella festivalu, kde byla toho roku hlavní hvězdou. Jedná se o electronic dance a R&B skladbu o lásce a jejich hojivých účincích na lidskou psychiku.
Píseň slavila celosvětový úspěch s umístěními v Top 10 v několika zemích světa a v Česku se dostala na 20. příčku.

## Vydání a úspěch
Píseň debutovala na 20. místě české Singles Digital Top 100. V USA debutovala na 39. místě Billboard Hot 100, čímž se stala její 20. písní, která so dostala do TOP 40 v této hitparádě. Tato příčka byla především podpořena umístěním na 3. místě v Digital Songs s prodejností 79 000 kopií za první týden od uvedení. Píseň se v Hot 100 udržela 14 týdnů a prodala více než 400 000 kopií.